# Dunlap (Kansas)
Pour les articles homonymes, voir Dunlap.
Dunlap est une localité du Kansas, aux États-Unis, située dans le comté de Morris. D'après le recensement des États-Unis de 2010, on y compte 30 habitants.

## Histoire
Un bureau de poste est ouvert à Hillsborough le 19 mars 1874. L'endroit est renommé Dunlap le 20 avril 1874.
En 1878, profitant du Homestead Act, Benjamin "Pap" Singleton choisit Dunlap pour y établir sa deuxième colonie, dont les colons proviennent du Tennessee. La localité porte le nom de son fondateur, Joseph Dunlap,.
Le bureau de poste ferme le 12 août 1988.

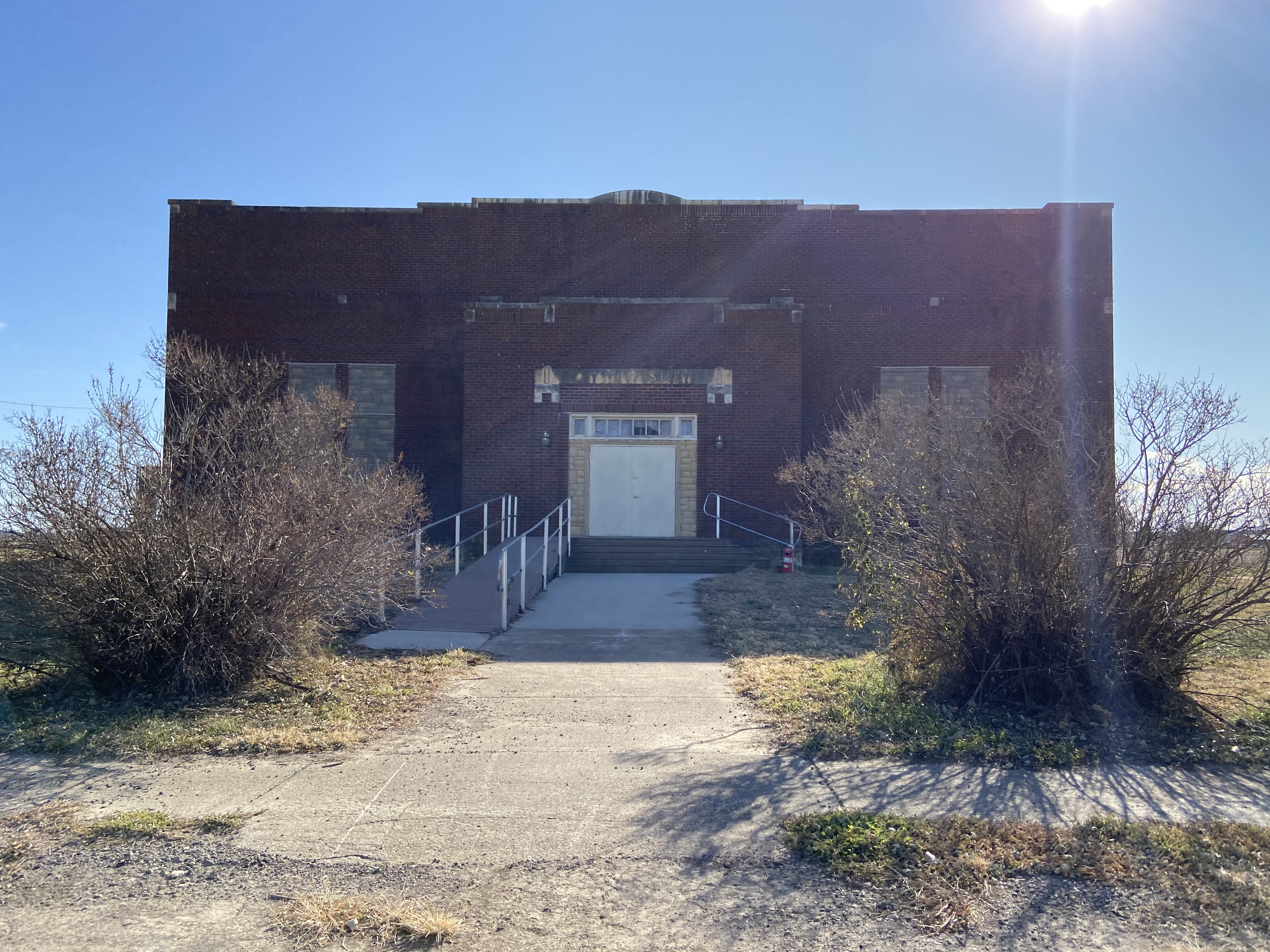
Gymnase Dunlap sur la 5e rue (2019)

## Géographie
Dunlap est centrée sur les coordonnées 38° 34′ 33″ N, 96° 21′ 58″ O (38.575818, -96.366117). D'après le Bureau du recensement des États-Unis, la localité couvre 0,23 milles carrés (0,6 km2).